# Vondelhappertjes

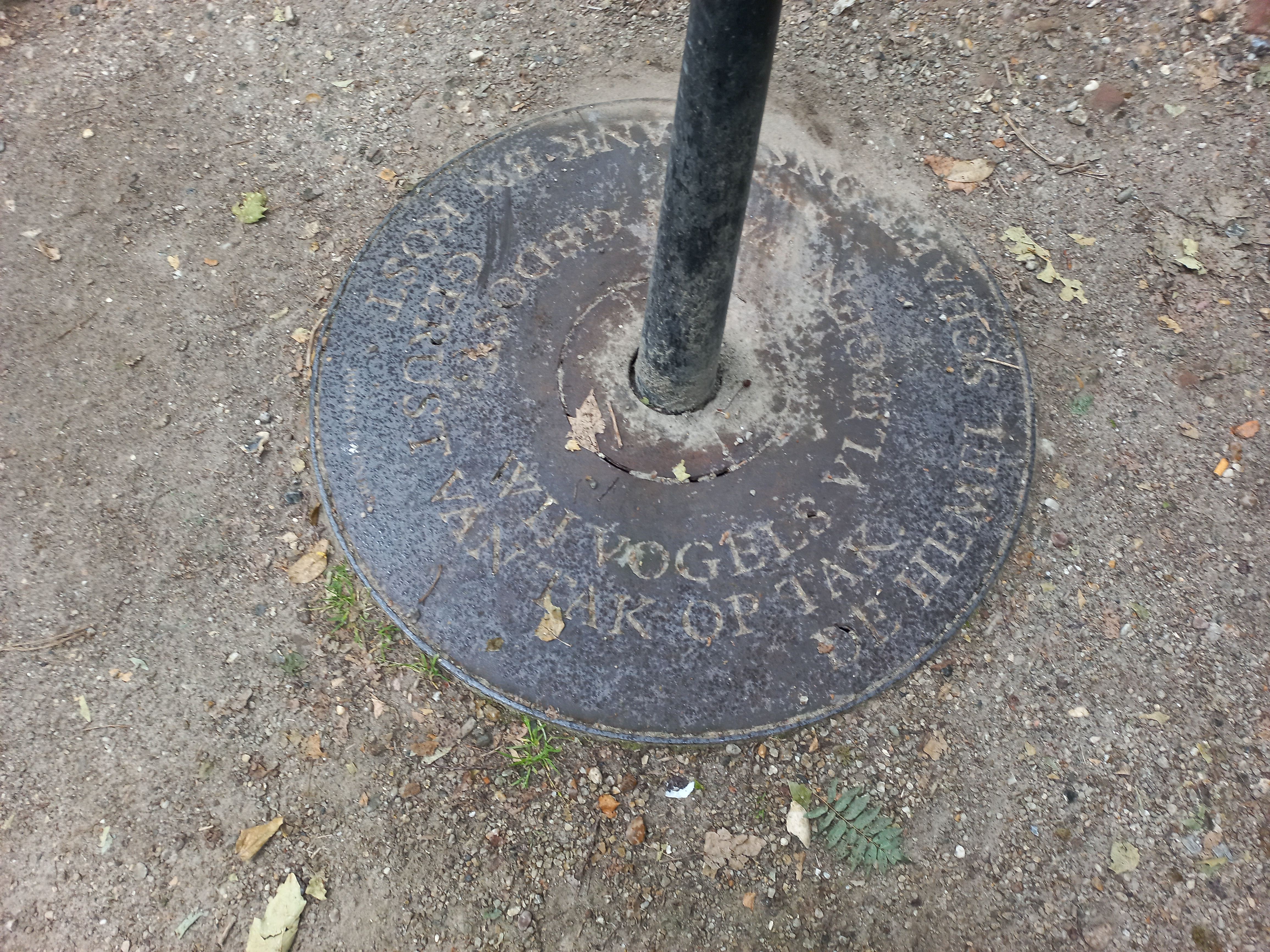
Grondplaat Wildzang (juni 2024)

De Vondelhappertjes vormen een meerdelig artistiek kunstwerk binnen toegepaste kunst in het Vondelpark, Amsterdam-Zuid.

Verspreid in dat park is in de loop van de jaren een uitgebreide kunstcollectie opgebouwd. Het grootste daarvan is het Vondelmonument van Louis Royer uit 1867. Verder is ook de Vondelfontein naar Joost van den Vondel genoemd; deze is gebouwd in 2009 en aanzienlijk jonger dan zijn naam doet vermoeden. In 2011 kwam dan het Podium voor tijdelijke kunst, dat de kortste dichtregel van Vondel weergeeft: U, NU. De fontein was natuurlijk ook geschikt voor drinkwater; het park heeft echter verspreid langs de voet- en fietspaden ook een zevental waterhappertjes naar idee van landschapsarchitecte Anouk Vogel en Johan Selbing uit 2011. Deze kregen een speciaal ontwerp; de grondplaten van de happertjes bevatten namelijk teksten van Van den Vondel. Eén daarvan luidt Waar bleef de zwaan, de zwaan, dat vrolijke waterdier, nooit zat van kussen uit treurspel Noah, Of ondergang der eerste weerelt (1667); een ander My dunkt, ik hoor, in eene wolk, Het paradys vol nachtegalen uit Joan Albert Ban. Die bij de ingang van het Kattenlaan draagt de tekst.
Wij vogels, vliegen warm gedost
gerust van tak op tak
De hemel schaft ons drank en kost
Vogel en Selbing zijn ook de ontwerpers van 130 zitbankjes (Vondel verzen) in het Vondelpark. Sommige daarvan bevatten in de rugleuning ook teksten van Van de Vondel. 